# Mokuan Reien
Mokuan Reien (黙庵, Mokuan, mort en 1345) est un peintre japonais de la fin de l'époque de Kamakura et du début de l'époque de Muromachi. Il est un des premiers artistes au Japon à utiliser la technique nouvellement introduite du suiboku, en provenance de Chine.